# Avenida La Conejera
La avenida La Conejera, también conocida como avenida Suba-Cota en su parte rural, es una de las vías importantes del norte de Bogotá.

## Nombre y trazado
La vía nace en el municipio de Cota, en la parte oriental del casco urbano en intersección con la carrera 5 tomando como nomenclatura la calle 11 y por una cuadra como la carrera 1, descendiendo al suroccidente pasando el río Bogotá hacia la localidad de Suba en dirección a la parte sur del cerro de La Conejera tomando el nombre de calle 171, donde las únicas intersecciones son las Carreras 120 (avenida Guaymaral, donde va hacia el aeródromo homónimo) y la 111, siendo el lugar predominantemente rural para finalizar en el cruce de la calle 170 con Carrera 92 , para luego prolongarse hacia el lado occidental de los cerros de Suba desde la misma hasta la avenida Suba y luego hasta la calle 132 como Carrera 91, en donde se enlaza para terminar en el C.C. Plaza Imperial y el sector de ETB de Tibabuyes que comunica con el sector de Bilbao.
Esta vía beneficia a los habitantes y trabajadores de las fincas de la vereda Chorrillos, así como los barrios Campanela, Pinar de Suba, Suba Central y Villa Eloisa y su nombre se debe a la presencia del humedal y el cerro La Conejera respectivamente.

## Futuro
Al ser una vía muy transitada entre la localidad de Suba y el municipio de Cota, esta se encuentra ubicada dentro de los límites de la Reserva Forestal Thomas van der Hammen, en el cual se dificulta cualquier proyecto de ampliación, a la espera de modificar su estatus por parte de la Alcaldía de Bogotá (que posee el control de la mayor parte del tramo) y su aprobación ante la Corporación Autónoma Regional de Cundinamarca. En cualquier caso quedará vinculado a los proyectos urbanísticos de Ciudad Torca. Además la vía es muy propensa a las inundaciones al estar ubicado en el espacio del río Bogotá, lo que traslada el tráfico a la Autopista Norte y la Calle 80.

## Sitios de interés
- Plaza de Suba
- Parque Mirador de los Nevados
- Club La Fortaleza

## Rutas Sitp

### Rutas Zonales
- Ruta urbana C110 Chorrillos-Portal Suba.[5]